# Jan Březina (historik)
Jan Březina (23. října 1877 Bludov – 21. září 1962 Praha) byl středoškolský pedagog, matematik, fyzik a moravský regionální historik.

## Život
Narodil se 23. října 1877 jako třetí dítě Františka a Anny Březinových v Bludově na čp. 162 (ulice, v níž dům stál a stojí, nese dnes jeho jméno). Bludovskou obecnou školu navštěvoval do páté třídy, poté odešel do Šumperka na německé gymnázium. Po jeho absolvování vystudoval pražskou Univerzitu Karlovu. Zde byl roku 1909 promován na doktora filozofie. Do roku 1918 učil na středních školách v Olomouci, Přerově a Prostějově. Poté odešel do Prahy, kde učil na střední škole matematiku a fyziku a kde žil až do své smrti. Roku 1938 odešel do důchodu. Při bombardování Prahy spojeneckými vojsky v únoru 1945 byl zraněn střepinou granátu, v důsledku čehož měl až do smrti levou ruku chromou.
Oženil se s o jedenáct let mladší Štěpánkou Fojtovou z Chromče. Měli jednoho syna – Zdeňka – lékaře a primáře, který vystudoval na pařížské Sorbonně. Jako primář novorozeneckého oddělení pokračoval v rodinné tradici – jeho dvě sestřenice, teta, babička, prababička, praprababička a snad i další byly porodními bábami.
Po vzniku samostatného Československa byl Jan Březina požádán bludovským obecním zastupitelstvem, aby sepsal dějiny obce. Tato práce se mu podařila, a tak roku 1927 byla vydána publikace Paměti obce Bludova s ilustracemi Adolfa Kašpara, Březinova přítele a spolužáka z dětství. Za tuto knihu jej obecní zastupitelstvo jmenovalo v roce 1927 čestným občanem Bludova.
Po úspěšném vydání Pamětí obce Bludova byl vyzván, aby napsal vlastivědu celého tehdejšího šumperského politického okresu – v roce 1932 vydal v rámci významné ediční řady Vlastivědy moravské své stěžejní vlastivědné dílo Šumperský, staroměstský a vízmberský okres, které je od té doby základem vlastivědy celého regionu. Další jeho příručka Vlastivědy moravské Zábřežský, mohelnický a šilperský okres však vydána nebyla. V upravené podobě vyšla až rok po jeho smrti jako Zábřežsko v období feudalismu do roku 1848. Z jeho odborného vlastivědného díla vycházejí až dodnes historické studie týkající se severní Moravy.
Zemřel 21. září 1962 v Praze, kde v kolumbáriu více než čtyřicet let spočívala urna s jeho popelem. V březnu 2004 spočinuly ostatky jeho a jeho manželky v hrobě jeho bratra Antonína na hřbitově v Bludově.